# Bruce McDonald

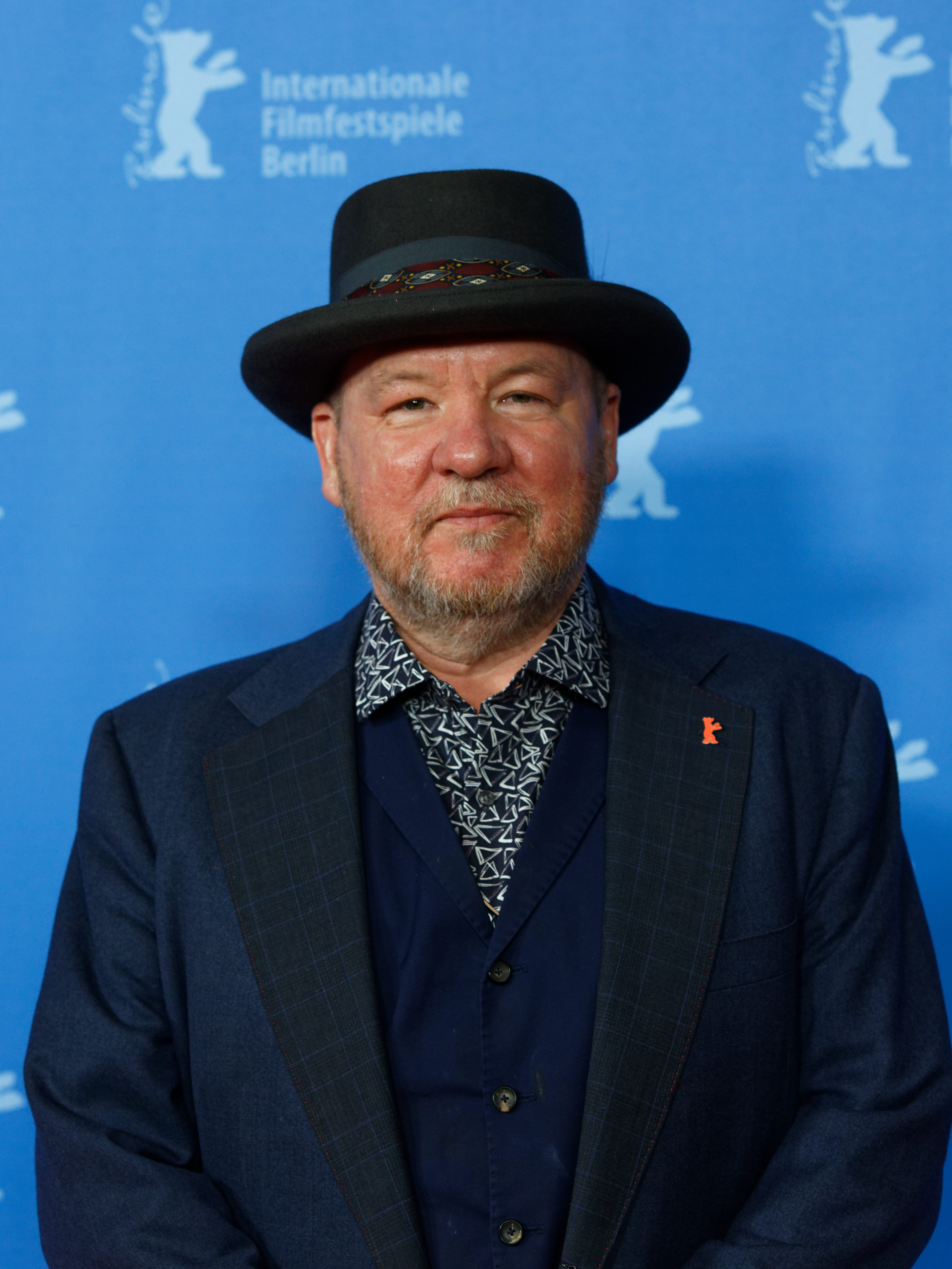
Bruce McDonald bei der Berlinale 2017

Bruce Cameron McDonald (geboren 28. Mai 1959 in Kingston (Ontario)) ist ein kanadischer Filmregisseur und Filmproduzent.

## Leben und Werk
McDonald wuchs in Rexdale, einer Vorstadt von Toronto, auf und studierte Film und Fotografie am Ryerson Polytechnical Institute in Toronto. In der unabhängigen Filmszene Torontos war er Mitgründer der Liaison of Independent Filmmakers of Toronto (LIFT), drehte einige Kurzfilme und gab die "Outlaw Edition" (Oktober 1988) des Filmmagazins Cinema Canada heraus. Bei Filmen von Ron Mann und Atom Egoyan war er als Cutter tätig; bei Norman Jewison als Regieassistent.
Bruce McDonald wird wie Atom Egoyan, David Cronenberg, Ron Mann, Peter Mettler, Denys Arcand, Don McKellar, John Greyson und Patricia Rozema zur Toronto New Wave gezählt, einer losen Gruppe von Filmemachern, die in den 1980er Jahren in Toronto studierten, sich wechselseitig beeinflussten und gemeinsam an Filmprojekten arbeiteten.
Bekanntheit als Regisseur erreichte er mit seiner Roadmovie-Trilogie. Sein Spielfilmdebüt Roadkill (1989), „ein Rock ’n’ Roll-Film über ein Mädchen, das fahren lernt“, zeigt die seltsamen Begegnungen von Valerie Buhagiar auf der Suche nach einer vermissten Rockband im Norden Ontarios. Buhagiar ist auch Hauptdarstellerin in Highway 61 (1991), einem Roadtrip über den berühmten U.S. Highway 61 von Kanada nach New Orleans. Beide Filme erhielten zahlreiche Auszeichnungen. 1996 folgte mit Hard Core Logo der dritte Teil der Trilogie, eine Mockumentary über die Reunion-Tour einer fiktiven kanadischen Punkband durch West-Kanada.
Ab den 1990er Jahren zeichnete McDonald für zahlreiche Fernsehfilme und TV-Serien verantwortlich. 1994 drehte er mit dem Produzenten Norman Jewison und größerem Budget den Film Dance Me Outside zu den First Nations, der in einem Indianerreservat spielte und kritische Rezeption hervorrief. Der Film führte zu einer erfolgreichen TV-Serie, die von McDonalds Filmproduktion Shadow Shows hergestellt wurde.
Bei den auf der Berlinale vorgestellten Filmen The Love Crimes of Gillian Guess (2004) und The Tracey Fragments (2007) experimentierte er mit dem Einsatz vielfältiger technischer Mittel, von grobkörnigen Super-8-Aufnahmen bis zum Zeichentrick, und multipler Split Screens, die das fragmentierte Bewusstsein der Hauptfigur Tracey (gespielt von Elliot Page) widerspiegeln. 2007 veröffentlichte McDonald das gesamte Filmmaterial von The Tracey Fragments im Internet unter einer Creative-Commons-Lizenz und rief dazu auf, daraus eigene Lang- und Kurzfilme, Trailer oder Musikvideos zu remixen.
Mit dem Film Weirdos (2016), gedreht in schwarz-weiß, kehrte McDonald zum Genre des Roadmovies zurück.

## Filmografie (Auswahl)
- 1989: Roadkill
- 1991: Highway 61
- 1994: Dance Me Outside
- 1996: Hard Core Logo
- 2001: Picture Claire
- 2004: The Love Crimes of Gillian Guess
- 2007: Killer Wave – Die Todeswelle (Killer Wave, Fernsehfilm)
- 2007: The Tracey Fragments
- 2008: Pontypool
- 2010: Mein Babysitter ist ein Vampir – Der Film
- 2016: Weirdos
- 2019: Dreamland